# Radiostacja RRC-9200
Radiostacja RRC–9200 – ultrakrótkofalowa plecakowa radiostacja nadawczo-odbiorcza stosowana w Siłach Zbrojnych Rzeczypospolitej Polskiej.

## Charakterystyka
Radiostacja produkcji polskiej. Jest radiostacją dowódcy plutonu i kompanii (baterii) obsługiwaną przez radiooperatora.
Jest modułową radiostacją przewoźną z wysokim stopniem zabezpieczenia przed przeciwdziałaniem radioelektronicznym, która zapewnia łączność w warunkach nasilonych działań wojny radioelektronicznej. Składa się z urządzenia nadawczo –odbiorczego TRC 9200 oraz wzmacniacza o mocy wyjściowej 50 W. Radiostacja jest urządzeniami pracującymi analogowo i cyfrowo. Do analogowych modulacji sygnałów dodane zostały modulacje cyfrowe. Zachowanie analogowego trybu pracy służy do utrzymania możliwości współpracy z radiostacjami analogowymi. Oprócz transmisji analogowych w radiostacjach wprowadzono transmisje pakietowe.
| Dane taktyczno–techniczne   | Dane taktyczno–techniczne            |
| --------------------------- | ------------------------------------ |
| Rodzaj                      | plecakowa                            |
| Zakres częstotliwości pracy | 30–88 MHz                            |
| odstęp kanałowy             | kanały co 25 kHz                     |
| Rodzaje, techniki pracy     | FH, FCS, DFF                         |
| rodzaje emisji i pracy      | telefonia F3E; transmisja danych F1D |
| Moc toru nadawczego         | 0,5–5 W                              |
| Wymiary                     | 291 × 91 × 245                       |
| Ciężar                      | 5,7 kg                               |
| Napięcie zasilania          | 14,4 V                               |